# Cyril Connolly
Cyril Vernon Connolly (* 10. September 1903 in Coventry, England; † 26. November 1974 in London, England) war ein britischer Schriftsteller, Literaturkritiker und Journalist.

## Leben und Werk
Connollys Vater war Major in der britischen Armee. Cyril besuchte die renommierte Privatschule Eton College, gemeinsam mit Harold Acton und George Orwell, mit dem er sich schon vor seinem 12. Lebensjahr im Internat angefreundet hatte. Anschließend studierte er am Balliol College der Universität Oxford.
Nach dem Studium arbeitete er zunächst als Sekretär für den Schriftsteller und Kritiker Logan Pearsall Smith. Ab 1927 schrieb er Beiträge für britische Zeitungen und Zeitschriften wie den New Statesman, die Sunday Times und The Observer.
Connollys einziger Roman The Rock Pool über das Leben eines jungen Engländers in einer Künstlerkolonie am Mittelmeer erschien 1936. Sein bekanntestes Buch ist die autobiografisch geprägte Essaysammlung Enemies of Promise von 1938. In ihr setzt er sich mit den Erwartungen auseinander, dass sein Umfeld und er selbst davon ausgingen, er würde angesichts seines Talents und seiner Ansprüche ein literarisches Meisterwerk zustande bringen.
Stattdessen blieb er bei der „kleinen Form“, veröffentlichte Bücher mit Aphorismen, Essays und Gedanken: The Unquiet Grave (1944, unter dem Pseudonym Palinurus), The Condemned Playground (1945), Ideas and Places (1953), Previous Convictions (1963), Modern Movement (1965) und The Evening Colonnade (1973). Das Romanfragment Shade those Laurels wurde von Peter Levi zu Ende geschrieben und 1990 veröffentlicht.
Von 1939 bis 1950 gab er gemeinsam mit Peter Watson, der das Projekt im Wesentlichen finanzierte, und anfangs auch mit Stephen Spender die einflussreiche monatliche Literaturzeitschrift Horizon heraus.
Connolly war ab 1945 bis zu seinem Tod 1974 der leitende Literaturkritiker der Sunday Times. In seinem Todesjahr wurde er als auswärtiges Ehrenmitglied in die American Academy of Arts and Letters gewählt.
Er war dreimal verheiratet: zunächst mit Jean Bakewell, einer wohlhabenden Amerikanerin, die er in Paris traf, dann mit der Schriftstellerin Barbara Skelton und schließlich mit Deirdre Craig, die nach seinem Tod Peter Levi heiratete.

## Rezeption
Der Schriftsteller Evelyn Waugh, der mit Connolly befreundet war, parodierte ihn mit der Figur des Everard Spruce in seinem Roman Unconditional Surrender.
Die Komikergruppe Monty Python ehrte Connolly am Ende ihres Liedes Eric the Half-a-Bee.
In Ian McEwans Roman Abbitte erwähnt die Heldin, einen Brief an Connolly geschrieben zu haben.

## Bibliographie
- The Rock Pool. Roman. 1936.
- Enemies of Promise. Essays. 1938.
- als Palinurus: The Unquiet Grave. A Word Cycle. 1944.
- The Condemned Playground. 1945.
- The Missing Diplomats. 1952.
- Ideas and Places. 1953.
- mit Jerome Zerbe: Les Pavillons: French Pavilions of the Eighteenth Century. 1962.
- Previous Convictions. 1963.
- Modern Movement. 100 Key Books From England, France, and America, 1880–1950 1965.
- The Evening Colonnade. 1973.
- Cyril Connolly: Journal and Memoir. Hrsg. von David Pryce-Jones. 1983.
- The Selected Essays of Cyril Connolly. Hrsg. von Peter Quennell. 1984.
- mit Peter Levi: Shade those Laurels. Roman. 1990.